# Nemška okupacija Belgije v prvi svetovni vojni
Nemška okupacija Belgije v prvi svetovni vojni je bila vojaška okupacija Belgije s strani sil Nemškega cesarstva med letoma 1914 in 1918. Čeprav je Belgija avgusta 1914 ob po začetku vojne razglasila nevtralnost, jo je Nemčija kljub temu napadla in v nekaj dneh okupirala. Belgijska vlada je po okupaciji pobegnila v izgnanstvo, medtem ko sta se kralj Albert I in belgijska vojska še naprej borili proti nemškemu okupatorju na delu Zahodne fronte. Pod poveljstvom nemške vojske je bila Belgija razdeljena na tri ločene upravne cone. Večina države je spadala pod generalno vlado, formalno okupacijsko upravo, ki ji je vladal nemški general, medtem ko so ostali, v bližini fronte, spadali pod bolj represivno neposredno vojaško oblast.    
Nemška okupacija se je sovpadala z obsežnim gospodarskim zlomom v Belgiji s pomanjkanjem in široko brezposelnostjo, pa tudi z verskim preporodom. Organizacije za pomoč, ki so se zanašale na tujo podporo pri prinašanju hrane in oblačil belgijskim civilistom, ki so bili zaradi zavezniške pomorske blokade in boji odrezani od uvoza, so prav tako postale izjemno pomembne za družbeno in kulturno življenje države. 
Nemška okupacijska uprava je zatirala politično nesoglasje in sprožila številne nepriljubljene ukrepe, vključno z deportacijo belgijskih delavcev v Nemčijo in prisilnim delom na vojaških projektih. Podprla je tudi radikalno flamsko gibanje s številnimi popuščanji kot del Flamenpolitike, da bi pridobila podporo med prebivalstvom v državi. Posledično so bila ustanovljena številna odporniška gibanja, ki so poskušala sabotirati vojaško infrastrukturo, zbirati obveščevalne podatke za zaveznike ali natisniti podzemne časopise. Izrazi nestrinjanja na nizki ravni so bili pogosti, a pogosto zatrti.  
Od konca avgusta 1918 so zavezniki med stodnevno ofenzivo napredovali v okupirano Belgijo in osvobodili nekatera okupirana območja. Za večino države pa je bila okupacija končana šele po premirju 11. novembra 1918, ko je belgijska vojska vstopila v državo, da bi zagotovila red in mir pri razglasitvi premirja.

## Ozadje
Po svoji neodvisnosti leta 1830 se je Belgija s pogodbo iz leta 1839 kot del jamstva za svojo neodvisnost zavezala, da ostane za vedno nevtralna. Pred vojno je bila Belgija ustavna monarhija in je bila znana kot ena najbolj industrijsko razvitih držav na svetu. Ker pa so bili odnosi med Belgijo in Nemčijo slabi, so Britanci sklenili sporazum z Belgijci, da jih bodo branili ob kakršnemkoli napadu, ki ga bodo izvedli Nemci.
4. avgusta 1914 je nemška vojska napadla Belgijo le nekaj dni po tem, ko je belgijski vladi postavila ultimat, da dovoli prost prehod nemških čet čez njene meje. Nemška vojska je hitro napredovala v Belgijo, zasedla mesta Liège, Namur in Antwerpen ter premagala 200.000-člansko belgijsko vojsko, ki so jo podpirali njihovi francoski in britanski zavezniki, na skrajnem Zahodu. Veliko število belgijskih beguncev je zbežalo tudi v sosednje države. Oktobra 1914 so nemško napredovanje v bližini francoske meje končno ustavile belgijske sile pri Yserju in združene francosko-britanske sile pri Marni. Posledično se je bojna meja na fronti stabilizirala, večina Belgije pa je takrat že padla pod nemški nadzor. Ker ni bilo odločne ofenzive, je večina Belgije ostala pod nemškim nadzorom vse do konca vojne.  
Medtem ko je bila večina Belgije okupirana, je kralj Albert I. še naprej poveljeval belgijski vojski, ki se je skrivala ob zahodni fronti. Belgijska vlada, ki jo je vodil Charles de Broqueville, je pobegnila v Le Havre v severozahodni Franciji. Belgijska kolonialna posest v Afriki, belgijski Kongo, je prav tako ostala pod nadzorom antante in vlade v izgnanstvu v Le Havru.

### Nemški vojni zločini v Belgiji
Med vojaškim napredovanjem skozi Belgijo so Nemci na svoji poti napredovanja storili številne vojne zločine nad belgijskim civilnim prebivalstvom. Poboji so pogosto simbolizirali prihod na mesta, katerih prebivalstvo je bilo obtoženo, da se je borilo kot francoski tireurs ali gverilo proti nemški vojski. Civilisti so bili po hitrem postopku usmrčeni in več mest je bilo namerno uničenih v postopku kaznivih dejanj, ki so skupaj znani kot ropanje Belgije. Nemška vojska je med avgustom in novembrom 1914 pobila kar 6500 nedolžnih ljudi. V Leuvenu so namerno požgali zgodovinsko knjižnico mestne univerze. Novice o grozodejstvih, ki jih je tudi antanti tisk močno poročal, so vzbudile veliko naklonjenosti belgijskemu civilnemu prebivalstvu v okupirani Belgiji. Sočutje do stiske belgijskih civilistov in belgijskih beguncev se je nadaljevalo v zavezniških časopisih in propagandi vse do konca vojne.

## Uprava in upravljanje
Do novembra 1914 je bila velika večina belgijskega ozemlja (2.598 od 2.636 občin) pod nemško okupacijo. Od novembra 1914 so Nemci okupirano Belgijo, skupaj z okupiranima francoskima obmejnima območjema Givet in Fumay, razdelili na tri cone. Prva, Operationsgebiet (Operativna cona), je vključevala manjšo površino ozemlja blizu frontne meje na skrajnem zahodu Belgije. Blizu tega območja se je nahajalo Etappengebiet (območje za odpiranje), ki je zavzemalo večino vzhodne in zahodne Flandrije ter dele Hainauta in Luksemburga. Preostali del države, največje od con, Generalgouvernement (generalna cona) je zavzemala večino države in francoska ozemlja. Za razliko od operativnih in uprizoritvenih con je bila generalna vlada mišljena kot popolna uprava in je bila tako izrazito manj represivna kot drugi dve območji, katerih upravljanje je temeljilo samo na vojaških interesih. Nemška vojska je civiliste v operativnih in uprizoritvenih conah uradno označila kot ujetnike.
Generalna vlada je bila dana poveljstvu nemškega generala, ki je bil odgovoren za vojsko. Po kratkem mandatu Colmarja von der Goltza leta 1914 je poveljeval Moritz von Bissing in kasneje, od aprila 1917, Ludwig von Falkenhausen. Nemške oblasti so nameravale okupacijo izkoristiti v korist nemškega gospodarstva in industrijske proizvodnje, vendar so upale, da bodo ohranile delovanje belgijske države in gospodarstva, če okupirana država ne bo ovirala njihovih glavnih ciljev.
Upravno je imela nemška uprava Zivilverwaltung (civilno upravo), ki je bilo zadolženo za reševanje vsakodnevnih zadev in mrežo lokalnih Kommandanturen v mestih po vsej Belgiji. Vpoklicali so lahko tudi do 80.000 vojakov. V večini primerov pa se je uprava zadovoljila z uporabo obstoječe belgijske javne službe in lokalne uprave za večji del svoje uprave.

## Življenje v okupirani Belgiji

### Organizacije za pomanjkanje in pomoč
Pred vojno je bila Belgija velika uvoznica živil. Nemška invazija je skupaj z zavezniško blokado pomenila, da so se že septembra 1914 različne belgijske organizacije pripravljale na začetek lakote na okupiranem ozemlju. Pod vodstvom financerja Émile Francqui in drugih so ustanovili Comité National de Secours et d'Alimentation (CNSA ali "Nacionalni odbor za pomoč in hrano"), da bi zagotovili in prevažali hrano v Belgijo, kjer bi jo lahko prodali belgijski civilisti. Dobiček iz tega dela operacije je bil nato uporabljen za razdelitev pomoči. Po pogajanjih z antanto in centralnimi silami je CNSA uspelo pridobiti dovoljenje za uvoz hrane iz nevtralnih Združenih držav Amerike. Francqui je izkoristil svoje poznanstvo s Herbertom Hooverjem, bodočim ameriškim predsednikom, za uvoz hrane in druge pomoči preko ameriške organizacije, Komisije za pomoč v Belgiji (CRB), ki jo je nato znotraj Belgije ponudila CNSA. V okupirani Belgiji so delovale tudi številne manjše humanitarne organizacije, povezane z drugimi nevtralnimi državami.
CNSA je predstavljala pomemben del vsakdanjega življenja in kulture v okupirani Belgiji. Organizacija je izpolnjevala velik del vsakodnevnega delovanja socialnega sistema in na splošno preprečevala lakoto, čeprav je bilo pomanjkanje hrane in materiala izjemno pogosto v času okupacije. Na vrhuncu je imela CNSA več kot 125.000 agentov in distributerjev po vsej državi. Zgodovinarji so samo CNSA, s svojim osrednjim odborom in lokalnimi mrežami po vsej državi, opisali kot vzporednico z dejanji uradne belgijske vlade v miru. V očeh sodobnikov je CNSA postala simbol narodne enotnosti in pasivnega odpora.

### Ekonomija
Na začetku vojne je belgijska vlada naglo odstranila srebrnike iz denarne valute in jih nadomestila z bankovci. Z nemško okupacijo so ti bankovci ostali legalni in njihova proizvodnja se je nadaljevala. Da bi nadomestila stroške okupacije, je nemška uprava zahtevala redne "vojne prispevke" v višini 35 milijonov belgijskih frankov vsak mesec. Prispevek je precej presegal belgijski predvojni davčni prihodek, zato so belgijske banke za njegovo plačilo uporabile nov papirnati denar za nakup obveznic. Prekomerno tiskanje denarja, skupaj z velikimi količinami nemškega denarja, ki so ga v državo prinesli vojaki, je povzročilo precejšnjo inflacijo. Nemci so tudi umetno določili menjalni tečaj med nemško marko in belgijskim frankom v korist lastnega gospodarstva v razmerju 1:1,25. Da bi se spopadli z gospodarskimi razmerami, je veliko število posameznih občin in regij začelo tiskati in izdajati svoj denar, znan kot nujni denar (monnaie de nécessité), ki se je lahko uporabljal lokalno.
Fiskalni kaos, skupaj s težavami s transportom in odvzemom kovine, je pripeljal do splošnega gospodarskega zloma, saj je tovarnam zmanjkalo surovin in so odpuščali delavce. Kriza je še posebej prizadela velike belgijske proizvodne industrije. Ker so surovine, običajno uvožene iz tujine, usahnile, je več podjetij odpuščalo delavce. Brezposelnost je postala velik problem in se je povečalo zanašanje na dobrodelnost, ki jo delijo civilne institucije in organizacije. Kar 650.000 ljudi je bilo brezposelnih med letoma 1915 in 1918. Nemške oblasti so krizo izkoristile za ropanje industrijskih strojev iz belgijskih tovarn, ki so bile v Nemčijo poslane nedotaknjene ali pretopljene. Politika se je stopnjevala po koncu nemške politike deportacije leta 1917, ki je kasneje povzročila velike težave za okrevanje belgijskega gospodarstva po koncu vojne.

### Religija
Okupacija je sovpadala z verskim preporodom v Belgiji, ki je bila vedno večinoma katoliška. Belgijski verski voditelj Désiré-Joseph Mercier, je postal odkrit kritik nemškega okupacijskega režima. Mercier je na božični dan 1914 izdal slavno brošuro Patriotisme et Endurance (Domoljubje in vzdržljivost), ki je pozivalo civiliste, naj spoštujejo okupacijske zakone, če so skladni z belgijskim domoljubjem in krščanskimi vrednotami. Pamflet je napadal avtoriteto nemške okupacijske vlade in navajal, da ne bi smeli spoštovati nobenega pravila.
V odsotnosti kralja in vlade je Mercier postal prevladujoča osebnost v državi in simbol odpornosti. Zaradi njegovega statusa niso mogli aretirati, in čeprav so ga leta 1915 poslali nazaj v Vatikan, da bi ga odstranili iz države, se je kmalu vrnil. Njegovi spisi pa so bili prepovedani, kopije njegovih del pa so bile zaplenjene. Leta 1916 je bilo Mercierju uradno prepovedano izdajati brošure, vendar je nadaljeval kampanjo proti deportaciji delavcev in različnim drugim nemškim politikam. Papež, ki mu je sprva nasprotoval papež Benedikt XV., ki je želel ostati nevtralen, je podpiral belgijsko cerkev, vendar jo je spodbujal, naj ublaži svoje stališče, da bi se izognila konfrontaciji.

## Nemška politika

### Deportacija in prisilno delo
Vpoklic Nemcev na začetku vojne je povzročilo pomanjkanje delovne sile v nemških tovarnah, pomembnih za vojno. Od leta 1915 so Nemci spodbujali belgijske civiliste, da so se prostovoljno prijavili za delo v Nemčiji, vendar se je 30.000 političnih prijavnikov izkazalo za nezadostne za izpolnitev zahtev.
Do sredine leta 1916 so razmere za nemško vojsko postajale vse bolj težke. Z imenovanjem Ericha Ludendorffa za poveljnika generalštaba Oberste Heeresleitung (OHL) avgusta 1916 je nemška uprava začela aktivno razmišljati o zamisli o prisilni deportaciji belgijskih delavcev v Nemčijo, da bi rešila problem. Politika, ki jo je spodbudila visoka stopnja brezposelnosti v okupirani Belgiji, je zaznamovala širši zavoj proti bolj zatiralski vladavini nemške administracije. Deportacija se je začela oktobra 1916 in je trajala do marca 1917. Skupno je bilo do konca vojne v Nemčijo deportiranih kar 120.000 delavcev. Od tega jih je okoli 2500 umrlo zaradi slabih razmer, v katerih so bili zaposleni. Poleg tega je bilo v okupiranem območju okoli 62.000 delavcev vpoklicanih na prisilno delo na lokalne vojaške projekte v slabih razmerah.
Deportacija belgijskih delavcev se je izkazala za slabo za zadovoljevanje nemških industrijskih potreb in je imela majhen gospodarski učinek. Politično pa je to povzročilo široko obsodbo v Belgiji in na mednarodni ravni, kar je pripomoglo k naraščanju odpora. Konec leta 1917 je bila pod pritiskom nevtralnih sil večina belgijskih deportiranih delavcev vrnjenih nazaj v domovino.

### Flamsko gibanje in Flamenska politika
V letih pred izbruhom vojne je flamsko gibanje postajalo vse bolj vidno v belgijski politiki. Francoščina je bila tradicionalno prevladujoči jezik vlade in višjega razreda belgijske družbe. Po obdobju marginalizacije je flamskemu gibanju uspelo doseči večji status nizozemskega jezika, enega od glavnih ciljev gibanja, ki je dosegel vrhunec s pravnim priznanjem nizozemščine kot nacionalnega jezika leta 1898. Leta 1914 so bili sprejeti novi zakoni, ki so dajali nadaljnje koncesije za gibanja, vendar je izbruh vojne pomenil, da je bilo njihovo izvajanje ustavljeno. Številne pritožbe so ostale nerešene. Med izjemnimi pritožbami je bila iz Univerze v Gentu, ki je, čeprav se nahaja v pretežno nizozemsko govoreči Flandriji, poučevala izključno v francoščini.
Leta 1915 se je generalni guverner odločil za začetek flamske politike, da bi uporabil sovraštvo med jezikovnima skupinama, da bi s tem olajšal upravljanje ozemlja in prikazal okupacijski režim kot osvoboditev Flandrije. Prav tako je bilo upanje, da bo Nemčiji zagotovila neko obliko vpliva znotraj nevtralne Nizozemske. To politiko so zlasti zagovarjali pangermanisti, kot je Alldeutscher Verband, ki je verjel, da imajo Flamci skupne rasne lastnosti z Nemci, kar pa Valonci niso priznavali. Politika je dosegla podporo med nekaterimi skupinami, zlasti med mladimi flamskimi študenti v flamskem gibanju. Sprva je bila flamska politika omejena na izvajanje jezikovnih zakonov iz leta 1914, vendar je postajala vse bolj radikalna. Nemci so posegli tudi v primerljivo Valonsko gibanje, vendar z veliko manj uspeha. Leta 1916 so Nemci v Gentu odprli novo univerzo, imenovano Univerza Von Bissing, na kateri je vse poučevanje potekalo v nizozemščini. Novo univerzo so sprejeli številni domačini, vendar je naletela na nasprotovanje znotraj flamskega gibanja in le malo jih je bilo vpisanih nanjo. Politika je flamsko gibanje razdelila med radikalne "aktiviste" (activisten ali maximalisten), ki so sprejeli nemške ukrepe in so verjeli, da je nemška podpora bistvena za uresničitev njihovih ciljev, in "pasiviste" (passivisten), ki so nasprotovali Nemcem in jih je skrbelo, da bi to lahko diskreditiralo gibanje.
Februarja 1917 je bil ustanovljen Raad van Vlaanderen (RVV ali "Flandrski svet") s prikrito nemško podporo. Njene člane, vse aktiviste, so Nemci na splošno podpirali, vendar so jih drugi plamenci in cerkev obsodili. Nemci so nato junija 1917 Flandrijo in Valonijo razdelili v ločeni upravni regiji. RVV je 22. decembra 1917 brez predhodnega posvetovanja z okupacijskimi oblastmi razglasila Flandrijo za neodvisno in se razpustila, da bi se pripravila na volitve za novo flamsko vlado. Nemške oblasti so na izjavo gledale ambivalentno in januarja 1918 zavrnile osnutek flamske ustave, ki ga je predstavila RVV. 50.000 ljudi se je za glasovanje prijavilo na prihajajočih volitvah, vendar je prišlo do spopadov z nasprotniki v Mechelenu, Antwerpnu in Tienenu. Belgijsko pritožbeno sodišče je poslalo naloge za prijetje dveh vodilnih članov sveta, Pietra Tacka in Augusta Bormsa, a so ju Nemci izpustili in namesto tega izgnali odgovorne sodnike. V znak protesta so sodniki kasacijskega sodišča, belgijskega vrhovnega sodišča, zavrnili sojenje zadev in tudi drugi sodniki so stavkali. Zaradi vse večjega nasprotovanja so Nemci marca 1918 prekinili načrtovane volitve.

### Politična represija
Javno nasprotovanje nemškim okupatorjem je bilo močno zatirano. Izražanje domoljubja, kot je bilo petje državne himne, La Brabançonne ali praznovanje belgijskega dneva državnosti, je bilo strogo prepovedano, tistim, ki so kršili pravila, pa so grozile velike zaporne kazni. Časopisi, knjige in pošta so bili strogo cenzurirani in nadzorovani. Številne odmevne belgijske osebnosti, med njimi Adolphe Max, župan Bruslja, in zgodovinar Henri Pirenne, so bili zaprti v Nemčiji kot talci. Posledice bitke pri Verdunu leta 1916 so pomenile prelomnico v okupaciji, sledili pa so bolj represivni ukrepi uprave, vključno z deportacijo delavcev v Nemčijo.
Vse od invazije je veliko število belgijskih moških poskušalo pobegniti z okupirane Belgije, da bi se pridružili belgijski vojski na fronti Yser, preko Nizozemske, ki je bila nevtralna. Da bi to preprečili, so Nemci začeli graditi dolgo ograjo z bodečo žico in električno ograjo po vsej državni meji. Ograjo, ki so jo poimenovali Žica smrti (Dodendraad), so varovale tudi nemške sčete. Med spopadom naj bi bilo ubitih med 2.000 in 3.000 civilistov, ki so poskušali prečkati mejo.
Ujete pripadnike odpora so nemške oblasti tudi usmrtile. Znano je, da je bila Edith Cavell, britanska medicinska sestra, ki je pred vojno živela v Belgiji, aretirana, potem ko je pomagala antantnim vojakom pobegniti iz države, leta 1915 pa so jo usmrtili na nemškem strelskem vodu. Druga odpornica, Gabrielle Petit, ki je sodelovala v različnih oblikah odporniške dejavnosti, je bila usmrčena leta 1916 v Tir National v Schaerbeeku in je bila posmrtno razglašena za narodno herojko.

## Odpor
Kmalu po nemški okupaciji se je v Belgiji razvilo odporniško gibanje. Obstajalo je približno 300 ločenih skupin. Odpor je imel različne oblike. Čeprav so takrat slavili nekatere sabotaže odpora, zlasti uničenje železniške proge Bruselj-Aachen, je oborožen odpor predstavljal manjšino njihovih dejanj.
Zlasti je pomembno vlogo imelo zbiranje obveščevalnih podatkov. Približno 6000 belgijskih civilistov je sodelovalo pri zbiranju obveščevalnih podatkov o nemških vojaških objektih in položaju čet ter jih posredovalo antantnim vojskam. Organizacija je potekala preko velikega števila neodvisnih skupin in je vključevala predvsem veliko skupino Dame Blanche (Bela dama). Poleg zbiranja obveščevalnih podatkov so bile podobne organizacije, ki so pomagale moškim, ki so se želeli pridružiti belgijski vojski na zahodni fronti, da bi pobegnili iz okupirane Belgije, običajno čez nizozemsko mejo. Približno 32.000 jih je bilo uspešno pretihotapljenih čez mejo, kar je znatno povečalo velikost belgijskih sil. 
Poleg tega so velik del odporniške dejavnosti predstavljali tudi podzemni časopisi. Časopisi so zagotavljali informacije, cenzurirane v odobrenem tisku, in tudi domoljubno propagando. Nekateri podzemni časopisi, predvsem La Libre Belgique (Svobodna Belgija) in De Vlaamsche Leeway (Flamski lev), bi lahko dosegli veliko število ljudi. Podzemne časopise so tiskali v različnih formatih in geografskih območjih. Na vrhuncu je imela La Libre Belgique 600 posameznih avtorjev.
Večinska oblika nasprotovanja pa je bil pasivni odpor. Majhne domoljubne značke, ki prikazujejo kraljevo družino ali nacionalne barve, so bile izjemno priljubljene. Ko so bili ti simboli prepovedani, so se s podobnim pomenom nosili novi, na primer listi bršljana. Delavci v strateških panogah so namerno slabše opravljali svoje delo kot oblika odpora. Praznovanje nacionalističnih državnih praznikov, kot je 21. julij (Dan državnosti), ki so jih Nemci uradno prepovedali, so pogosto spremljali tudi protesti in demonstracije. Eno najvidnejših dejanj odpora je bila sodniška stavka iz leta 1918, ki ji je pod precejšnjim pritiskom javnosti uspelo pridobiti koncesije od nemških okupatorjev.

## Konec okupacije
Do leta 1918 je civilna morala v okupirani Belgiji dosegla najnižjo raven do tedaj. Po zgodnjih uspehih Ludendorffove ofenzive (21. marec – 18. julij 1918) so Belgijčani verjeli, da je osvoboditev v predvidljivi prihodnosti praktično nemogoča. Vendar sta med stodnevno ofenzivo (8. avgusta do 11. novembra 1918) zavezniška in belgijska vojska izvedli vrsto uspešnih ofenziv na zahodni fronti. Belgijska vojska, ki se je od leta 1914 zadrževala na zahodni fronti, je napredovala do Brugesa. Nemške sile na fronti v Belgiji so se bile prisiljene umakniti. 
Po uporu v Kielu konec oktobra je v nemški vojski izbruhnil val revolucij in upora. V okupirani Belgiji so se vojaki bruseljskega garnizona 9. novembra 1918 uprli svojim častnikom. Revolucionarji so ustanovili Svet vojakov (Soldatenrat) in izobesili rdečo zastavo nad bruseljsko najvišjo stavbo, medtem ko je veliko častnikov, vključno z generalnim guvernerjem, zapustilo mesto. Kmalu so se začeli spopadi na ulicah med nemškimi lojalisti in revolucionarji. Ker nemška policija ni več skrbela za red, je v mestu izbruhnila anarhija, ki je bila ustavljena šele ob prihodu belgijskih čet.
11. novembra 1918 je nemška vojska podpisala premirje. Premirje pa ni pripeljalo do takojšnje osvoboditve Belgije: pogoji premirja so določili določen kratek čas za nemški umik, da bi se izognili spopadom z umikajočo se vojsko. Kljub temu so se boji nadaljevali. Belgijska vojska je postopoma napredovala v državo, za evakuacijskimi nemškimi okupacijskimi silami. Preostale nemške sile v Belgiji so se umaknile na vzhod proti nemški meji. Končne nemške enote so državo zapustile 23. novembra 1918.  
22. novembra je Albert I. z belgijsko vojsko in z velikim veseljem vstopil v osvobojeni Bruselj. Civilno prebivalstvo ga je pri tem zelo cenilo. Kasneje so nekaterim pomembnim aktivistom iz RVV sodili, a čeprav so trdilo, da imajo kar 15.000 privržencev, je bilo le 312 posameznikov obsojenih na zaporno kazen zaradi sodelovanja s nemškim sovražnikom. Med njimi je bil aktivist Borms, ki je v zaporu še naprej igral pomembno vlogo v flamskem gibanju v dvajsetih letih prejšnjega stoletja. Skupno je bilo med prvo svetovno vojno ubitih 40.000 belgijskih vojakov in civilistov ter ranjenih 77.500 ljudi.